# DASH (NMIXX歌曲)
《DASH》是韓國女子團體NMIXX的歌曲。於2024年1月15日由JYP娛樂以及Dreamus發行，為第二張迷你專輯《Fe3O4: BREAK》的主打曲。

## 背景與發行
2023年11月28日，JYP娛樂宣布NMIXX將於2024年1月15日發行第二張迷你專輯《Fe3O4: BREAK》。2024年1月6日，宣布《Dash》將作為專輯的主打歌曲，並發布了曲目列表。1月13日，公開了這首歌的音樂錄影帶預告，隨後在1月15日與專輯一起發行。

## 作曲與歌詞
《Dash》由Deza、Won Ji-ae（Jamfactory）、Jeong Da-yeon（Onclassa）、Baek Sae-in（Pnp）、Oh Hyun-seon（Lalala Studio）、Rick Bridges、Kim In（153/Joombas）、Hyeong Geun（Inhouse）、Wkly和Seong Yu-jin（Jamfactory）創作，作曲則由Puff、Strong Dragon（The Hub）和C'SA負責。這首歌被形容為“結合了老派嘻哈和流行朋克”的風格。

## 商業表現
在韓國，《Dash》於2024年1月14日至20日當週首次登上Circle数字榜第78位及下載榜第3位。三週後，該歌曲在Circle數位榜最高名列第77位。

## 宣傳
發行第二週，Nmixx在四個音樂節目上表演了《Dash》：1月24日在MBC M的《Show Champion》、1月25日在Mnet的《M Countdown》、1月26日在KBS的《音乐银行》和1月28日在SBS的《人气歌谣》，並在這些節目中獲得了冠軍，這是自《Love Me Like This》以後再次在音樂節目中獲得冠軍。

## 榜單
| 週榜單(2024)                          | 最高排名 |
| ------------------------------------- | -------- |
| 中國大陸（QQ音樂韓國榜）              | 1        |
| 中國大陸（騰訊音樂韓語榜）            | 26       |
| 韓國（Circle數位榜）                  | 75       |
| 美國（《告示牌》美國除外全球單曲榜 ） | 181      |

| 月榜單(2024)         | 最高排名 |
| -------------------- | -------- |
| 韓國（Circle數位榜） | 81       |

## 獲獎
| 節目          | 日期          | 來源   |
| ------------- | ------------- | ------ |
| 人气歌谣      | 2024年1月28日 | [ 11 ] |
| M Countdown   | 2024年1月25日 | [ 9 ]  |
| 音乐银行      | 2024年1月26日 | [ 10 ] |
| Show Champion | 2024年1月24日 | [ 8 ]  |

## 發行歷史
| 地區 | 日期          | 格式              | 唱片公司     |
| ---- | ------------- | ----------------- | ------------ |
| 全球 | 2024年1月15日 | 數位下載 串流媒體 | JYP Republic |